# 73-й конгресс ФИФА
73-й конгресс ФИФА был проведён 16 марта 2023 года на «BK Arena» в Кигали (Руанда). На конгрессе, в частности, состоялись выборы президента ФИФА.

## Выборы президента ФИФА 2023
31 марта 2022 года на 72-м конгрессе ФИФА, прошедшем в Дохе, действующий президент организации Джанни Инфантино заявил о выдвижении своей кандидатуры на третий срок. К 18 ноября 2022 года, последнему отведённому для подачи заявок на участие в выборах президента ФИФА, кандидатура Инфантино осталась единственной, вследствие чего он был переизбран на эту должность на безальтернативной основе.

### Результаты голосования
| 73-й конгресс ФИФА 16 марта 2023 года — Кигали, Руанда |                          |
| Кандидат                                               | Раунд 1                  |
| Джанни Инфантино                                       | Безальтернативная победа |